# Ballinskelligs Castle
Ballinskelligs Castle (irisch Caisleán Bhaile an Sceilg), auch bekannt als McCarthy Mór Castle, ist die Ruine eines Tower Houses direkt auf einer Felsgruppe am Strand beim Dorf Ballinskelligs auf der Iveragh-Halbinsel im irischen County Kerry.
Die Ruine liegt am Südzipfel der Ballinskelligs Bay auf einer schmalen felsigen Landzunge, die stark erodiert wird.
Der Clan der MacCarthy Mór ließ die Burg im 16. Jahrhundert erbauen, um die Bucht vor Angriffen von Piraten zu schützen, und womöglich auch, um von einfahrenden Handelsschiffen Zoll zu verlangen.
Laut Historic Environment Viewer des Irischen National Monuments Service wird angenommen, dass es mit dem urkundlich belegten Herrenhaus identisch ist, das für den Sigerson Clan im beginnenden 17. Jahrhundert beurkundet ist.
Möglicherweise wurde aber das Tower House schon bei den Kämpfen Cromwells mit seiner New Model Army im Verlauf der Irischen Konföderationskriege bei der brutalen Rückeroberung der katholischen Gebiete von Schiffen in der Ballinskelligs Bay um 1651 wieder zerstört, wie das beim landeinwärts gelegenen Fermoyle Castle geschehen war.

## Beschreibung
Das recht einfache, leicht rechteckige Tower House mit einer Grundfläche von etwa 10 × 7,85 m, hat im Erdgeschoss noch etwa 2 m dicke Wände und hatte einst nicht mehr als insgesamt drei Etagen. An der südöstlichen Seite des Gebäudes befindet sich der Eingang, an den sich rechts eine Kammer innerhalb der Wand anschließt. Das Gebäude wurde aus dem anstehenden Gestein bzw. großem Geröll des Küstenstrandes erbaut, nur die Ecken wurden mit fachgerecht zugehauenen Sandsteinen qualitätsvoller errichtet. Auf der Küstenseite finden sich zwischen Erdgeschoss und erstem Stock eine Reihe Balkenlöcher, die auf einen Wehrgang oder äußeren Aufgang schließen lassen.
Bei den Ausgrabungen  von 1988 (erste Notgrabung nach den schweren Winterstürmen 1987/1988, die der Ruine schwer zusetzten) und 1991 durch die Gruppe um John Sheehan vom South West Kerry Archaeological Survey wurden Reste einer Einfriedung des Bauwerkes gefunden. Die Ausgrabungen ergaben, dass die Fundamente direkt auf dem Fels aufliegen und nicht eingetieft wurden. Es wurden keine Vorgängerbauten gefunden. Alle Funde sind nicht früher als neuzeitlich einzuordnen.

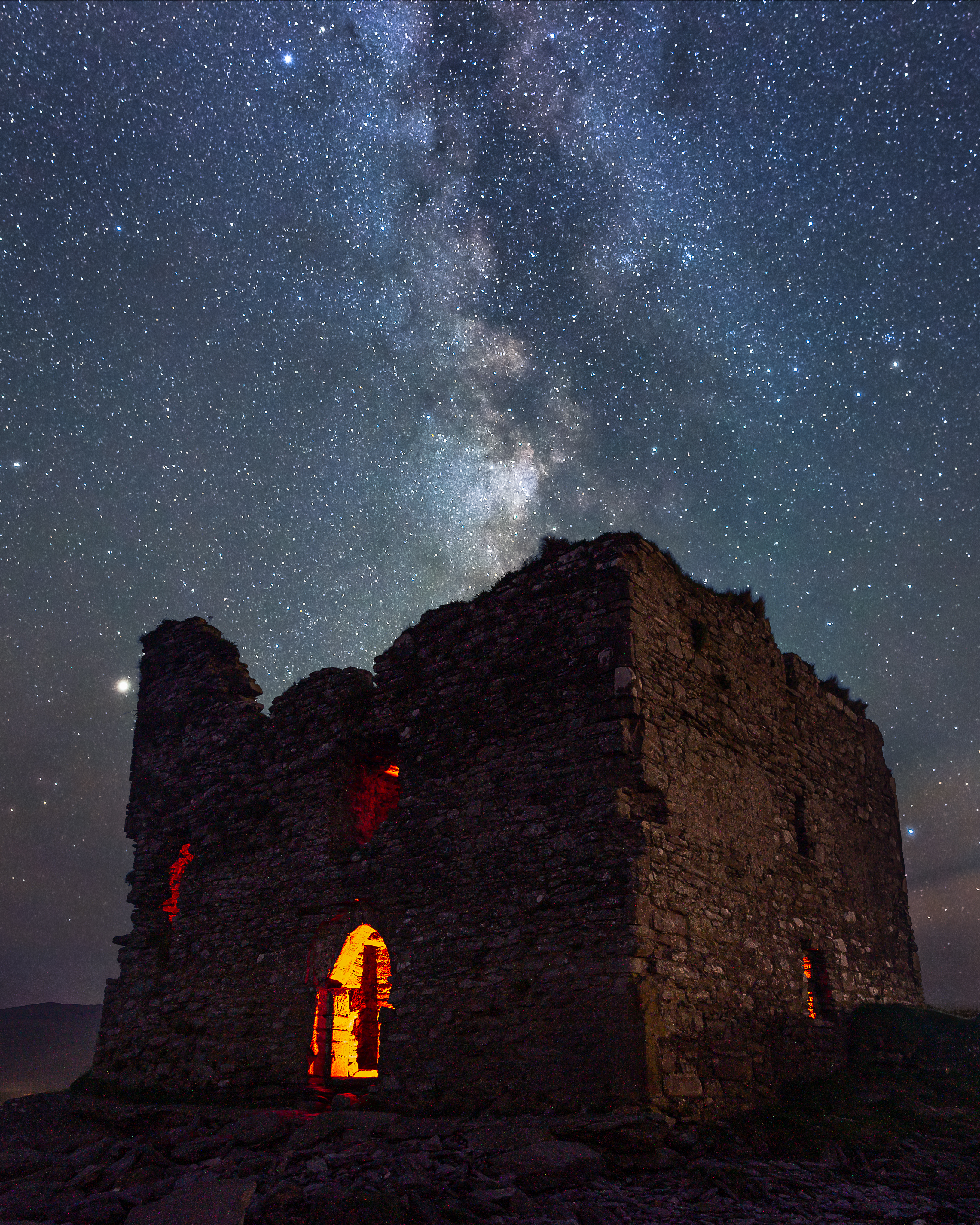
Die Burgruine nachts in der Kerry Dark Sky Reserve
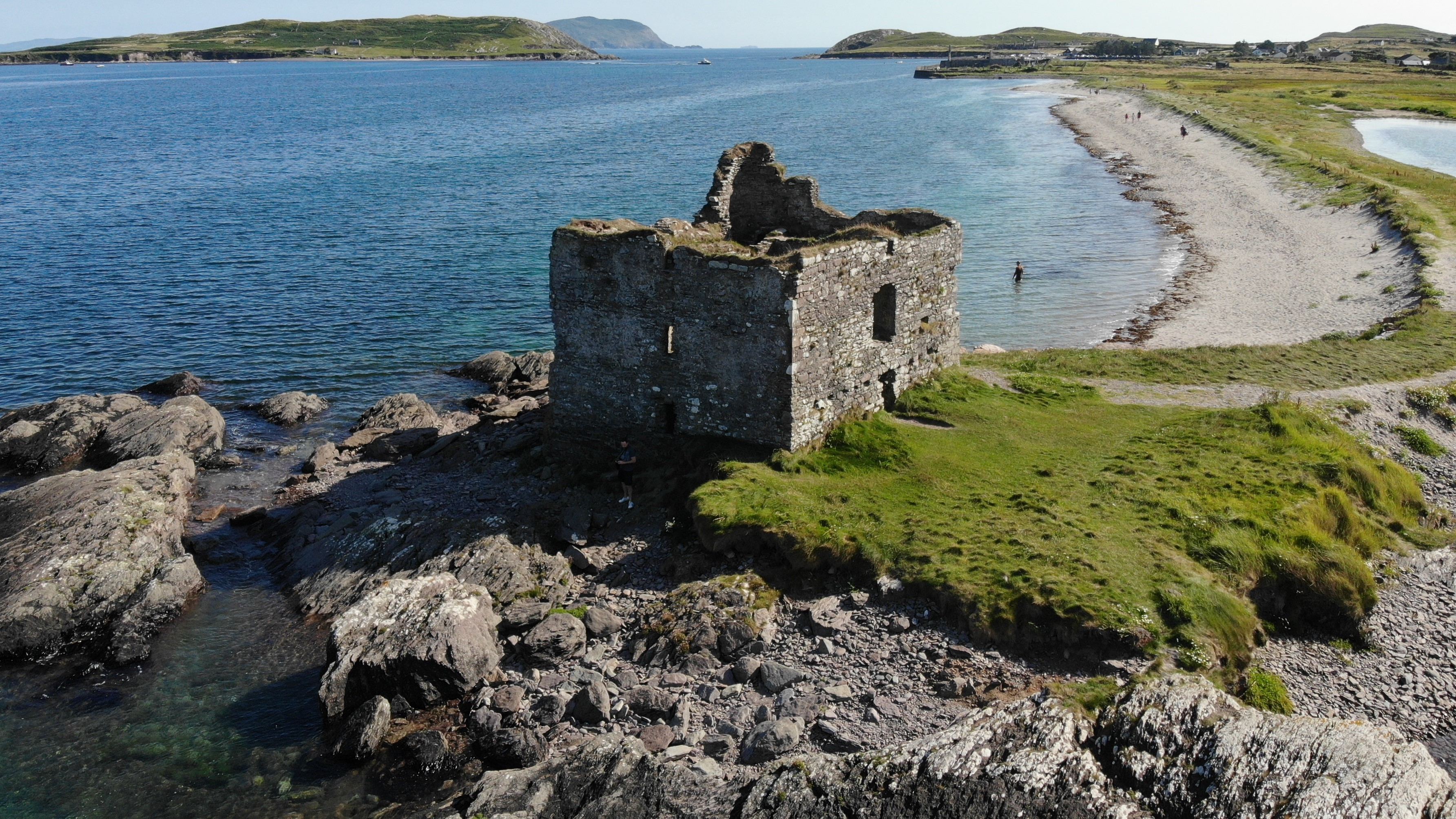
Luftaufnahme der Ruine des Tower Houses mit der Klosterruine im Hintergrund
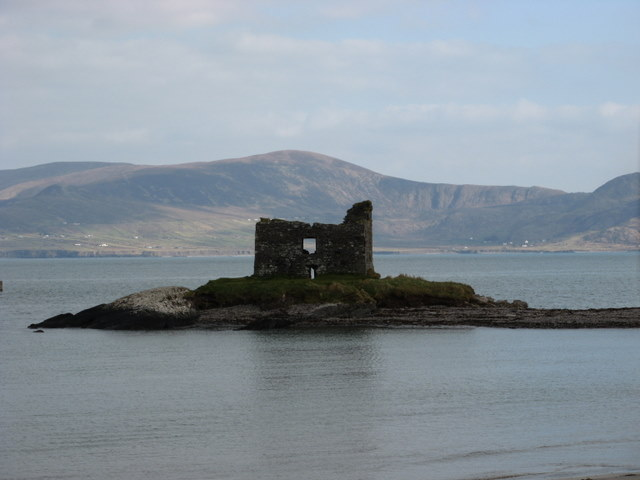
Die Burgruine bei Flut

## Sonstiges
Etwa 300 Meter südlicher an einer weiteren kleinen Felszunge befinden sich die Ruinen des St. Michael Klosters von Ballinskelligs aus dem frühen 12. Jahrhundert.
1890 wurde nahe der Burgruine die Knäulköpfige Distel, eine Art der Ringdisteln  nachgewiesen, die zwar in Europa vorkommt und weltweit mit Unterarten verbreitet, aber sehr rar auf der irischen Insel ist.